# 张智龙
张智龙（1961年8月—），天津人，汉族，中华人民共和国政治人物，中国农工民主党党员，第十三届全国人民代表大会天津地区代表。
2018年2月24日，当选为第十三届全国人大代表。